# Mike Blouin
Mike Blouin, właśc. Michael Thomas Blouin (ur. 7 listopada 1945 w Jacksonville) – amerykański polityk, członek Partii Demokratycznej.

## Działalność polityczna
Od 1969 do 1973 zasiadał w Izbie Reprezentantów Iowy, a od 1973 do 1974 w Senacie Iowy. W okresie od 3 stycznia 1975 do 3 stycznia 1979 przez dwie kadencje był przedstawicielem 2. okręgu wyborczego w stanie Iowa w Izbie Reprezentantów Stanów Zjednoczonych.